# Jacob von Schilling
Jacob Julius Fabian von Schilling (* 9. Märzjul. / 20. März 1790greg. auf dem Gutshof Orgena in Jerwen, Estland; † 9. Januarjul. / 21. Januar 1860greg. in Reval) war ein russischer Generalleutnant und Ritter des Ordens Pour le Mérite.

## Leben und familiäres Umfeld
Jacob Julius Fabian von Schilling entstammte einer deutsch-baltischen Adelsfamilie, die seit 1563 in Kurland nachweisbar ist und möglicherweise von den in Deutschland erloschenen Freiherrn Schilling von Lahnstein abstammt. Sie war sowohl in der Kurländischen als auch in der Estländischen Ritterschaft immatrikuliert. Er wurde am 20. März 1790 in Orgena in Estland geboren. Seine Eltern waren der Landgräflich Hessen-Darmstädtische Oberstleutnant Fabian Wilhelm von Schilling (1761–1831) auf Seinigal in Estland und Anna Juliane von Rosen (1770–1845). Er war verheiratet mit Rita Charlotte Lopez († 1852). Jacob von Schilling starb am 21. Januar 1860 in Reval.

## Militärische Laufbahn
Jacob von Schilling trat als Offiziersbewerber 1806 in die russische Armee ein und diente sich im Streifkorps des späteren Generals Alexander Iwanowitsch Tschernyschow im französisch-russischen Krieg und in den anschließenden Befreiungskriegen gegen Napoleon bis zum kaiserlich russischen Rittmeister hoch. Wegen seiner Tapferkeit schlug ihn sein Kommandeur Tschernyschow dem preußischen König Friedrich Wilhelm III. am 6. Apriljul. / 18. April 1814greg. mit fünf anderen Offizieren seines Korps für die Auszeichnung mit dem Orden Pour le Mérite vor. Mit Allerhöchster Kabinettsorder vom 13. Oktober 1814 verlieh daraufhin der König Schilling diesen Orden.
1828 wurde er Kommandeur des russischen Dragoner-Regiments Herzog Alexander von Württemberg, 1831 wurde er zum Generalmajor ernannt. In den Jahren von 1837 bis 1845 kommandierte er verschiedene Brigaden und kam anschließend zum Kaukasus-Korps. 1847 wurde er Generalleutnant und kommandierte von 1850 bis 1852 die 19. Infanterie-Division. Seit 1855 war er Baron von Schilling, da seine ganze Familie eine Anerkennung dieser Titelführung durch Senatsukas vom 17. Oktober 1855 erlangte.